# Players Amateur
Het Players Amateur  is een Amerikaans golftoernooi voor amateurs. Het wordt georganiseerd door de Heritage Classic Foundation, en de winnaar krijgt een wildcard  voor deelname aan The Heritage, een toernooi van de Amerikaanse PGA Tour.
De eerste editie was in 2000. Het toernooi wordt altijd gespeeld op de Belfair Golf Club in Bluffton, South Carolina.

## Winnaars
| Jaar | Winnaar         | Score | Score |
| ---- | --------------- | ----- | ----- |
| 2000 | Ben Curtis      | 271   | -17   |
| 2001 | Michael Sims    | 272   | -12   |
| 2002 | Bill Haas       | 271   | -13   |
| 2003 | Camilo Villegas | 274   | -14   |
| 2004 | Aron Price      | 280   | -8    |
| 2005 | Brian Harman    | 271   | -17   |
| 2006 | Jonathan Moore  | 262   | -22   |
| 2007 | Rickie Fowler   | 264   | -24   |
| 2008 | Mark Anderson   | 258   | -22   |
| 2009 | Bud Cauley      | 282   | -6    |
| 2010 | Kevin Tway      | 274   | ?     |
| 2011 | Corbin Mills    | 276   | -12   |